# Mimoun Azaouagh
Mimoun Azaouagh (arabisch ميمون أزواغ, DMG Maīmūn ʿAzaūāǧ, marokkanisches Tamazight ⵎⵉⵎⵓⵏ ⴰⵥⴰⵡⴰⵖ Mimun Aẓawaɣ; * 17. November 1982 in Beni Sidel, Marokko) ist ein ehemaliger deutscher Fußballspieler. Er spielte im Mittelfeld.

## Vereinskarriere
Mimoun Azaouagh begann seine Karriere bei den Junioren von FSV Frankfurt und Eintracht Frankfurt. 1999 wechselte der Mittelfeldspieler zum 1. FSV Mainz 05. Dort debütierte er in der Saison 2000/01 in der Oberligamannschaft. In der folgenden Saison war Azaouagh Stammspieler bei den Amateuren, ehe er am 15. September 2002 erstmals ein Pflichtspiel für die Profimannschaft in der zweiten Bundesliga absolvierte und auch in diesem Team schnell einen Stammplatz hatte. Im Sommer 2004 stieg Azaouagh mit den Mainzern in die Bundesliga auf. Bis dahin hatte er 48 Zweitligaspiele absolviert und dabei vier Tore erzielt. Die ersten drei Bundesligaspiele verpasste der Mittelfeldspieler wegen einer Krankheit, bereits im zweiten Bundesligaspiel erzielte er sein erstes Tor.
Im Auswärtsspiel beim VfL Wolfsburg am 30. Oktober 2004 zog er sich bei einem Zusammenprall mit einem Mitspieler eine schwere Knieverletzung zu. Dennoch wechselte Azaouagh in der Winterpause 2004/05 zum FC Schalke 04. Vom 1. FSV Mainz 05 trennte sich der Spieler im Streit. Schalke 04 weigerte sich zunächst, die Ablöse zu zahlen. Erst Monate später einigten sich die Vereine.
Nach vielen Monaten der Rehabilitation gab Azaouagh am 14. Januar 2006 in einem Testspiel gegen den SC Paderborn 07 sein Debüt im Schalker Dress. Sein erstes Bundesligaspiel für den S04 bestritt er am 4. März 2006 gegen Hannover 96. Das erste Pflichtspieltor für die Königsblauen gelang ihm am 16. März 2006 im Achtelfinal-Rückspiel um den UEFA-Pokal gegen die US Palermo zum Endstand von 3:0.
In der Sommerpause 2006 wechselte Azaouagh auf Leihbasis befristet bis zum 30. Juni 2007 zurück zu Mainz 05. Ab 1. Juli 2007 stand er wieder im Kader von Schalke 04. In der Winterpause 2007/08 wurde Azaouagh für den Rest der Saison an den VfL Bochum verliehen. Zur Saison 2008/09 wechselte er komplett nach Bochum. Er erhielt einen Lizenzspielervertrag über vier Jahre.
Vor der Saison 2010/11 wurde Azaouagh von Trainer Friedhelm Funkel in die zweite Mannschaft versetzt, für die er über die gesamte Hinrunde in der Regionalliga West zwölfmal spielte und vier Tore erzielte. Nach der Winterpause setzte Funkel ihn beim ersten Spiel der Rückrunde beim Gastspiel gegen den TSV 1860 München (3:1) über die gesamten 90 Minuten ein.
Zur Saison 2012/13 wechselte Azaouagh zum 1. FC Kaiserslautern. Er erhielt dort einen Zweijahresvertrag mit Option auf ein weiteres Jahr. Am 16. September 2012 debütierte er für den FCK beim 2:1-Sieg im Heimspiel gegen den MSV Duisburg. Er wurde in der 66. Minute für Alexander Baumjohann eingewechselt und erzielte in der 81. Minute den Siegtreffer.
Azaouagh war ab Juli 2014 vereinslos und schloss sich im Dezember 2015 dem SC Hessen Dreieich (Hessenliga) bis zum Saisonende an.
Zuletzt spielte er noch ein Jahr für die Germania Babenhausen in Hessen als Spielertrainer.

## Nationalmannschaft
Zwischen 2003 und 2004 kam Azaouagh zu sechs Länderspielen für die deutsche U-21-Auswahl. Nachdem die FIFA im Juni 2009 bei einem Kongress die Altersgrenze für einen Verbandswechsel aufgehoben hatte, entschloss sich Azaouagh Anfang Oktober 2009, künftig für die Nationalmannschaft von Marokko zu spielen. Allerdings kam es zu keinem Einsatz für Marokko.

## Sonstiges
Azaouagh ist Berber, Angehöriger einer im Norden Afrikas beheimateten Volksgruppe. Im Frühjahr 2003 nahm er die deutsche Staatsangehörigkeit an. Er spricht deutsch, englisch und berberisch, aber nicht arabisch. Sein Vater Mohamed war von 2007 bis 2017 Zeugwart seines Jugendvereins FSV Frankfurt. Seine Brüder Ahmed und Aziz (Vatanspor Bad Homburg) spielen ebenfalls Fußball.
Nachdem ihm in der Bild-Zeitung vom 12. Februar 2015 unter der Überschrift „Ex-Schalke-Star jetzt Salafist?“ unterstellt worden war, der salafistischen Szene anzugehören, dementierte er dies im August 2015:

„Ich bin kein Salafist, ich bin Muslim. Aus Überzeugung. Ich respektiere jeden, egal welche Hautfarbe oder Religion. Ich habe Freunde, der eine ist Christ, der andere Atheist. Ich lebe hier in Deutschland, bin im multikulturellen Frankfurt am Main aufgewachsen. Hier interessiert es keinen, wo man herkommt, woran man glaubt. Diese Toleranz habe ich von klein auf mitbekommen. Dieser Bericht hat mich geschockt. […] Ich glaube auch nicht, dass die [Salafisten] sich trauen, mich anzusprechen. Ich habe eine ganz andere Denkweise. Für mich sind das keine Muslime, das sind Verbrecher.“